# Brenaniodendron carvalhoi
Brenaniodendron carvalhoi là một loài thực vật có hoa trong họ Đậu. Loài này được (Harms) J. Léonard mô tả khoa học đầu tiên năm 1999.